# Flagbjarnarholt
Flagbjarnarholt är en kulle i republiken Island. Den ligger i regionen Suðurland, 80 km öster om huvudstaden Reykjavík. Toppen på Flagbjarnarholt är 145 meter över havet, eller 69 meter över den omgivande terrängen. Bredden vid basen är 8,8 km.
Trakten runt Flagbjarnarholt är nära nog obefolkad, med mindre än två invånare per kvadratkilometer. Närmaste större samhälle är Hella, omkring 19 kilometer söder om Flagbjarnarholt. Trakten runt Flagbjarnarholt består i huvudsak av gräsmarker.